# Errafiaya
Errafiaya (franska: Errafiaya (CR), Errafiaya (Commune Rurale), arabiska: المربوح) är en kommun i Marocko.   Den ligger i provinsen El Kelaâ des Sraghna och regionen Marrakech-Safi, i den norra delen av landet, 210 km söder om huvudstaden Rabat. Antalet invånare är 4 559.